# Daniel Sandoval Fernández
Daniel Sandoval Fernández (n. Gijón, Asturias, 16 de febrero de 1998) más conocido como Dani Sandoval, es un futbolista español que juega de centrocampista en el Wieczysta Kraków de la I Liga de Polonia.

## Trayectoria
Nacido en Gijón, Asturias, Sandoval se incorporó a las categorías inferiores del Real Oviedo en 2015, procedente del TSK Roces. Hizo su debut con el Real Oviedo Vetusta el 25 de febrero de 2017, entrando como suplente en la segunda parte en la victoria en casa por 2-0 en Tercera División contra el Atlético de Lugones SD.
En la temporada 2017-18, Sandoval contribuyó con cuatro goles en 26 partidos, ayudando al Real Oviedo Vetusta en su ascenso a la Segunda División B de España. 
El 13 de julio de 2019, firmó un contrato por dos años con el Atlético Levante Unión Deportiva de la Segunda División B de España.
El 3 de octubre de 2020, Sandoval fichó por el Real Murcia Club de Fútbol de la Segunda División B de España. 
El 29 de enero de 2021, regresó al Real Oviedo Vetusta de la Segunda División B de España. 
El 29 de mayo de 2021, Sandoval hizo su debut con el primer equipo del Real Oviedo en la Segunda División de España, reemplazando a Marco Sangalli en el empate 2-2 contra el CD Tenerife.
En la temporada 2021-22, firma por la SD Logroñés de la Primera Federación.
En la temporada 2022-23, firma por el AD Mérida de la Primera Federación.
El 3 de junio de 2024, firma por el Wieczysta Kraków de la III Liga de Polonia, junto con su compañero Chuma González.

## Clubes
| Club                             | País    | Año             |
| -------------------------------- | ------- | --------------- |
| Real Oviedo Vetusta              | España  | 2017-2019       |
| Atlético Levante Unión Deportiva | España  | 2019-2020       |
| Real Murcia Club de Fútbol       | España  | 2020-2021       |
| Real Oviedo Vetusta              | España  | 2021            |
| Real Oviedo                      | España  | 2021            |
| SD Logroñés                      | España  | 2021-2022       |
| AD Mérida                        | España  | 2022-2024       |
| Wieczysta Kraków                 | Polonia | 2024-Actualidad |